# Guerra nuclear

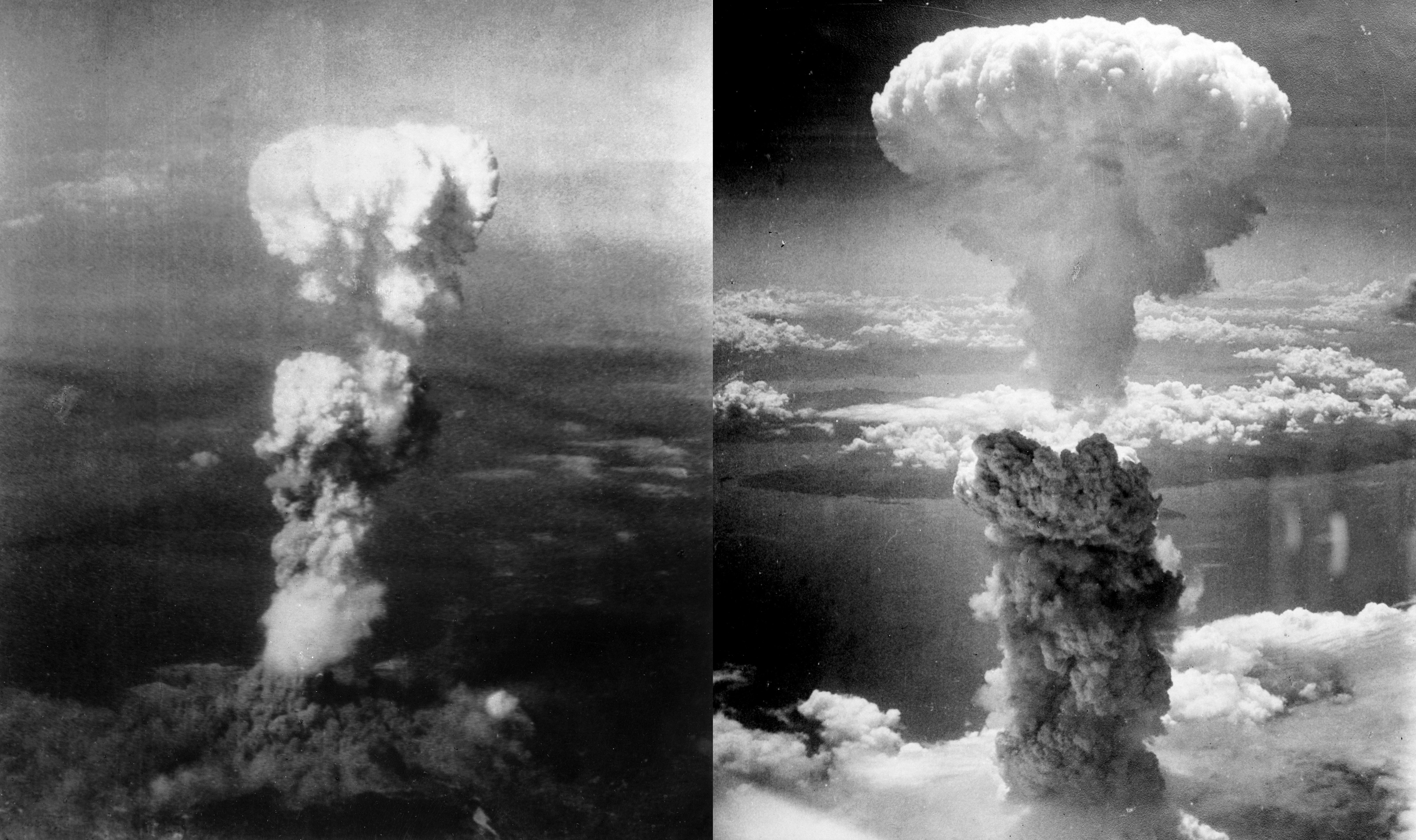
A la izquierda el hongo atómico sobre Hiroshima (6/8/1945) y a la derecha el de Nagasaki (9/8/1945). Estas dos ciudades japonesas han sido las únicas en sufrir un ataque nuclear en la historia.

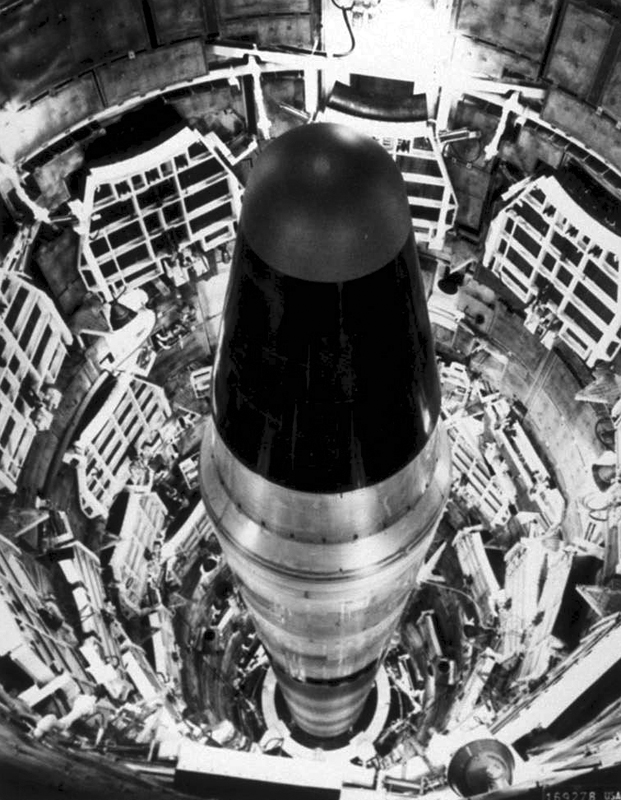
Antiguo ICBM del tipo Titán II, en servicio con la Fuerza Aérea de los Estados Unidos entre 1962 y 1986.

La guerra nuclear o guerra atómica es un tipo de guerra que se llevaría a cabo mediante el empleo de armas nucleares, una clase de arma de destrucción masiva. Puede tratarse de una guerra nuclear limitada o una guerra nuclear total. Este tipo de conflagración tiene sus propias teorías, estrategias, tácticas y conceptos, distintos de los de la guerra convencional, que han ido variando a lo largo de las décadas. Puede librarse en la tierra, el mar, el aire, el espacio e incluso en el subsuelo, a distintas escalas, con medios muy diferentes.
Se ha postulado que en una guerra nuclear total, la radiación y el cambio climático que esta produciría dejarían la atmósfera de la Tierra muy afectada y posiblemente la especie humana y el resto de seres vivos del mundo sufrirían los efectos de un invierno nuclear. Los supervivientes deberían realizar la reconstrucción de las infraestructuras del planeta en unas condiciones muy difíciles. La flora y la fauna sería afectada por múltiples mutaciones.
Hasta el momento, el único ataque con armas nucleares de la historia ha sido unilateral, y se ha efectuado en el bombardeo estratégico de las ciudades japonesas de Hiroshima y Nagasaki por parte de los Estados Unidos. Estas dos bombas causaron en torno a 200 000 muertes y un número mayor de heridos y afectados, la mayoría civiles. A pesar de ello, el escaso número y reducida potencia de estas armas usadas no permiten colegir resultados de una guerra nuclear a gran escala con armamento contemporáneo. Algunos autores apuntan que una guerra atómica a gran escala equivaldría a un evento ligado a la extinción. Sin llegar a este extremo, existen pocas dudas sobre la capacidad de estas armas para aniquilar pueblos, naciones y modelos de civilización enteros, con cientos e incluso miles de millones de bajas.
La posibilidad de una destrucción completa de la civilización humana como consecuencia de la guerra nuclear inspiró también el movimiento pacifista contemporáneo, a partir de los trabajos del Comité de Emergencia de los Científicos Atómicos, compuesto por numerosas personalidades que habían participado en el desarrollo de las primeras armas de este tipo y eran plenamente conscientes de sus posibilidades aniquiladoras. Entre estos, estaban Albert Einstein, Harold C. Urey, Linus Pauling y Leó Szilárd. Debido a su enorme poder devastador, las armas nucleares son frecuentemente objeto de numerosos tratados y negociaciones internacionales y están sujetas a regímenes de vigilancia, protección e inspección especiales.
La guerra nuclear es un recurso utilizado comúnmente en la literatura de ciencia ficción que se puso de moda durante la Guerra Fría debido a la tensión entre las dos superpotencias, ambas poseedoras de armas nucleares, lo que derivó en multitud de relatos en los cuales las armas nucleares y sus efectos eran las protagonistas. La aparente inevitabilidad de este conflicto en caso de un enfrentamiento entre grandes potencias ha conducido a muchas personas a considerar que guerra nuclear y Tercera Guerra Mundial son sinónimos en la práctica.
La guerra nuclear ha inspirado también a numerosos autores y artistas como símbolo del mal, el abuso de la razón de estado, la violencia, la muerte o la destrucción absolutos.

## Historia

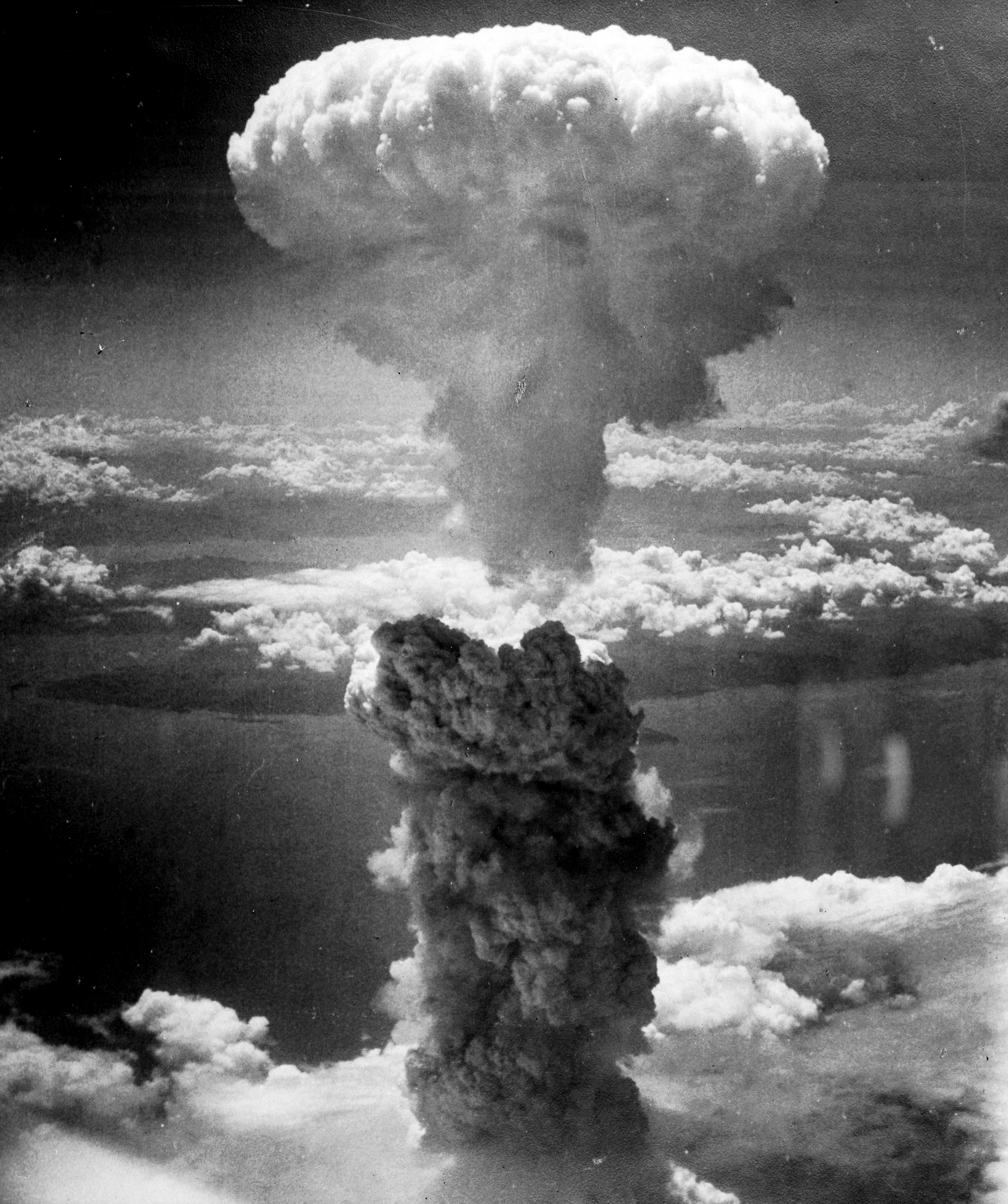
Explosión nuclear en Nagasaki (9 de agosto de 1945). Foto tomada desde uno de los B-29 que efectuaron el ataque.Bomba concebida por Szilárd.

El siglo XX trajo consigo la teoría de la relatividad y el descubrimiento de la física atómica, lo que permitió postular vías para obtener energía del núcleo del átomo.
El día 12 de septiembre de 1933, cinco años antes del descubrimiento de la fisión y sólo siete meses después del descubrimiento del neutrón, el físico húngaro Leó Szilárd descubrió que era posible liberar grandes cantidades de energía mediante reacciones neutrónicas en cadena. El 4 de julio de 1934, Szilard solicitó la patente de una bomba atómica donde no sólo describía esta reacción en cadena neutrónica, sino también el concepto esencial de masa crítica. La patente le fue concedida, lo cual convierte a Leó Szilárd en el inventor de la bomba atómica.
En noviembre de 1938, la física alemana Lise Meitner logró identificar trazas de bario en una muestra de uranio. La presencia de este elemento sólo se pudo explicar asumiendo que se había producido una fisión nuclear. El descubrimiento se le adjudicó a Otto Hahn. En enero de 1939, Niels Bohr redescubriría la fisión en los Estados Unidos. El físico teórico Julius Robert H. Oppenheimer, tres días después de leer la conferencia de Bohr, se dio cuenta de que la fisión del átomo produciría un exceso de neutrones utilizable para construir la bomba concebida por Szilárd.

### El proyecto Manhattan: Hiroshima y Nagasaki
A inicios de la Segunda Guerra Mundial, por tanto, muchos científicos y gobiernos eran conscientes de la posibilidad de crear un arma nuclear. Sin embargo, sólo Alemania y Estados Unidos estaban en condiciones de embarcarse en el proyecto con seriedad. Desde el principio, el programa alemán estuvo plagado de dificultades, limitaciones y errores, probablemente por la ausencia de una percepción teórica clara sobre sus posibilidades. Estados Unidos, en cambio, contaba con los recursos industriales y los mejores cerebros de su tiempo: Albert Einstein, Leó Szilárd, Robert Oppenheimer, Enrico Fermi, Arthur Compton y muchos más. Eso les permitió iniciar en secreto el monumental Proyecto Manhattan, con el objeto de construir bombas atómicas que les otorgaran una ventaja decisiva en la Segunda Guerra Mundial.

El Proyecto Manhattan les permitió fabricar al menos tres núcleos experimentales de uranio y plutonio, pesados y primitivos. El primero de ellos, denominado simplemente The Gadget («el dispositivo»), fue detonado en el Desierto Jornada del Muerto de Nuevo México (Estados Unidos continentales), a las 5:29:45 del 16 de julio de 1945 (hora local). Se trataba de un arma de fisión de plutonio de 19 kt de potencia. Fue la primera detonación nuclear producida por la especie humana.
Poco después, los días 6 y 9 de agosto de 1945, la Fuerza Aérea de los Estados Unidos lanzó desde bombarderos B-29 sendas bombas atómicas sobre las ciudades japonesas de Hiroshima y Nagasaki. La primera era una bomba por disparo de uranio de unos 15 kt, llamada Little Boy, y la segunda funcionaba por implosión de plutonio bajo el nombre Fat Man, con unos 25 kt de potencia. Esto equivale a la vigésima parte de la potencia de las armas nucleares actuales, y una milésima de las más potentes desarrolladas durante la Guerra Fría. Ambas ciudades resultaron aniquiladas instantáneamente, con un saldo aproximado de entre 150 000 y 220 000 muertos, la gran mayoría civiles. Un número indeterminado de personas fallecieron con posterioridad debido a sus heridas y a los efectos de la radiación. Se ha producido un elevado número de mutaciones en bebés, durante varias generaciones. Estos hechos, que constituyen el primer y hasta ahora único uso de armas nucleares en un conflicto real, precipitaron la capitulación de Japón y el fin de la Segunda Guerra Mundial.

### Preparativos para la Guerra Termonuclear Total
El evidente poder que otorgaban estas armas inició una enorme carrera de armamentos entre las potencias que ya se adivinaban enfrentadas en la Guerra Fría, tanto con respecto a las armas atómicas en sí mismas como a los vectores de lanzamiento que permiten llevarlas hasta sus blancos y los medios técnicos y humanos extensivos, necesarios para operarlas eficazmente. La Unión Soviética, que venía siguiendo muy estrechamente el Proyecto Manhattan desde al menos 1943 y había desarrollado ya sus propias investigaciones en el Instituto Kurchátov, logró detonar una réplica de la bomba de Nagasaki («Joe 1») en el polígono de Semipalatinsk, en la mañana del 29 de agosto de 1949. Sin embargo, la URSS desarrollaba paralelamente un arma de diseño totalmente propio («Joe 2») que detonó el 24 de septiembre de 1951, liberando 38 Kt. La Guerra Fría Nuclear había comenzado. Les siguieron el Reino Unido el 3 de octubre de 1952 («Operación Hurricane»), Francia el 13 de febrero de 1960 («Gerboise Bleue») y China, el 16 de octubre de 1964 («Dispositivo 596»).
Simultáneamente a estos acontecimientos, se había vuelto evidente que existía una manera de desarrollar armas con potencias mayores por muchos órdenes de magnitud: la fusión nuclear, que imita las reacciones energéticas de las estrellas. Mediante una segunda fase compuesta de isótopos del hidrógeno y el litio, Estados Unidos logró hacer estallar la primera arma «termonuclear» o «bomba de hidrógeno» el 1 de noviembre de 1952 («Operación Ivy», Islas Marshall). Les siguió la Unión Soviética menos de un año después, primero con una bomba de fusión parcial («Joe 4», 12 de agosto de 1953) y luego con una de fusión completa. A diferencia de las armas norteamericanas, estas primeras armas rusas de fusión eran utilizables militarmente, no meros dispositivos experimentales. Estados Unidos no tendría un arma de fusión militarizable hasta 1954.
Paralelamente, se libraba otra batalla entre las superpotencias: la carrera espacial. Además de sus aplicaciones civiles y científicas, a nadie se le escapó que la disponibilidad de grandes cohetes espaciales permitiría también desarrollar misiles pesados de alcance intercontinental, muy superiores a los bombarderos aéreos utilizados hasta entonces e imposibles de derribar. Generalmente inspirados en la V2 alemana de la Segunda Guerra Mundial, estos misiles otorgarían el poder de librar gran número de armas nucleares contra blancos remotos, situados en otros continentes. La posibilidad de lanzar bombas atómicas con cohetes había sido evidente desde el principio, pero no se disponía de vectores grandes y fiables para hacerlo con eficacia.

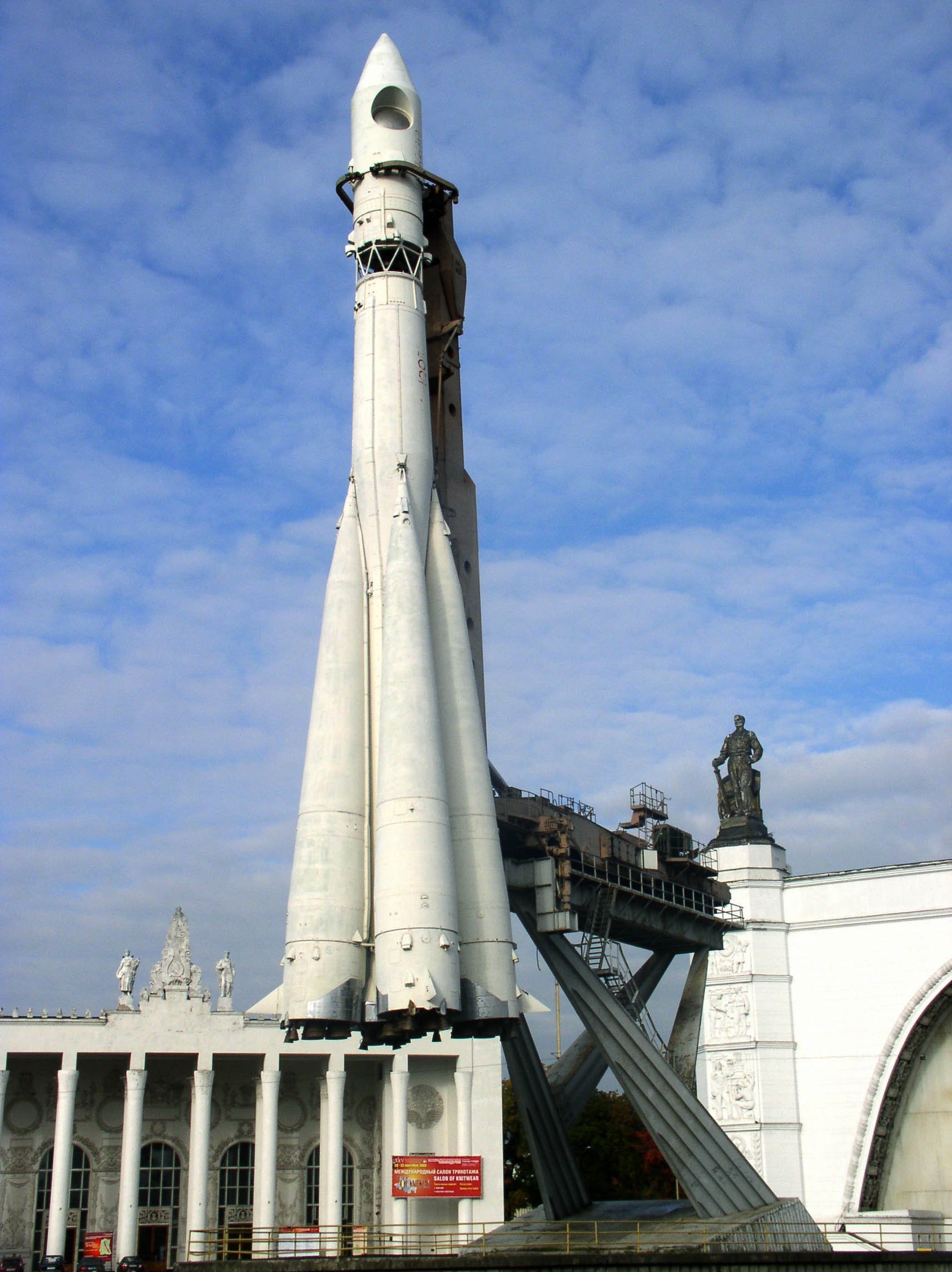
R-7 8K72 Vostok exhibido en el Centro Panruso de Exposiciones, variante civil del primer misil balístico intercontinental.

El primer misil balístico intercontinental verdadero fue el Cohete R-7 soviético (llamado en Occidente SS-6 Sapwood), una variante del mismo propulsor utilizado para lanzar el Sputnik, la primera nave espacial en órbita. Podía lanzar una bomba de 3 Mt a 8800 km de distancia, lo que le permitía alcanzar los Estados Unidos continentales, Europa y la mayor parte del Hemisferio Norte. Esta variante militar se probó por primera vez el 15 de diciembre de 1959. Pronto les siguieron los Titán norteamericanos de 9 Mt.
Por primera vez en la historia humana, era posible llevar la devastación más absoluta al corazón del enemigo. La consciencia de este hecho significó profundas transformaciones en la mentalidad política y social, por lo general pesimistas y ominosas, y dio lugar a numerosas novedades culturales y en la civilización. Militarmente, las armas nucleares adquirieron un carácter igualador que impedía a cualquier potencia iniciar una guerra contra la otra, sobre todo desde que su número y prestaciones garantizaron la destrucción mutua asegurada. Hubo que crear nuevos conceptos, teorías, tácticas y estrategias para esta arma radicalmente distinta, así como formar a generaciones de técnicos y soldados, y desplegar numerosos equipos avanzados (desde radares y satélites hasta sistemas novedosos de mando, control, comunicaciones e inteligencia) para poderlas usar eficientemente. Esto estimuló el desarrollo de numerosas invenciones, entre las que cabe incluir Internet (que se deriva de ARPANET, una red que contaba entre sus capacidades la de ser especialmente resistente a un ataque nuclear limitado, aunque no fuera su característica esencial). La aparente inminencia de una guerra nuclear dio alas para la creación del movimiento pacifista contemporáneo, iniciado por los propios científicos atómicos, más conscientes que los demás de sus riesgos.
Durante toda la Guerra Fría ambas potencias y otras menores se amenazaron con decenas de miles de armas nucleares prestas para disparar, según un concepto denominado overkill que garantizaba la destrucción total del enemigo decenas de veces. Hubo varias ocasiones en que estuvieron a minutos de ser lanzadas, debido a errores o situaciones conflictivas, la más conocida de las cuales es la Crisis de los misiles de Cuba. Sin embargo, no fue la única, ni la más grave. Generalmente se considera que el más peligroso de todos los incidentes sucedió en el entorno de las maniobras de la OTAN «Able Archer 83», diseñadas en un contexto de operaciones psicológicas contra la Unión Soviética, que fueron percibidas por los dirigentes de este país como una amenaza directa real. Esto llevó a las fuerzas nucleares soviéticas al estado de máxima alerta durante semanas, mientras en Occidente se tenía una falsa impresión de tranquilidad, por lo que incluso un incidente menor podría haber disparado la respuesta nuclear. Poco antes había sucedido el Incidente del equinoccio de otoño, donde las fuerzas nucleares soviéticas pudieron estar a escasos minutos del lanzamiento, lo que contribuyó a tensar la situación aún más.

### Situación actual
Este grado de peligro y tensión dio lugar a numerosos tratados, tratando de limitar su despliegue y efectos. El primero de todos ellos fue el Tratado de prohibición parcial de ensayos nucleares (1963), por el que terminaron las pruebas nucleares atmosféricas. Le siguió el polémico Tratado de No Proliferación Nuclear (1968), que restringe la disponibilidad de armas nucleares a los países que ya las tenían en esas fechas. Más relevantes fueron los Acuerdos SALT de los años 1970 entre las principales superpotencias, así como el Tratado INF. Ambos limitaban el número de lanzadores y cabezas; este es el inicio en la práctica del desarme nuclear.
Al finalizar la Guerra Fría y reducirse por tanto el grado de confrontación entre las superpotencias, se implementó el tratado START I (1991); esto redujo finalmente el número real de cabezas en un plan de desarme que culminaría en 2001, con unas 2000 ojivas desplegadas. Sin embargo, la denuncia norteamericana del Tratado sobre Misiles Antibalísticos de 1972 impidió la ratificación por parte rusa del tratado START II (1993), que habría reducido esta cifra a 2000 cabezas en 2012. También bloqueó la negociación del START III. El Tratado de Reducciones de Ofensivas Estratégicas (SORT) de 2003 propuso un objetivo muy difuminado y del que cualquiera de las partes puede retirarse en cualquier momento. Posteriormente, en 2010, se aprobó el tratado New START que reduce el número de cabezas estratégicas activas a 1550 por cada una de las dos grandes potencias nucleares.
Aunque el número de armas nucleares listas para disparar y su nivel de alerta ha descendido considerablemente, éstas siguen conformando la columna vertebral y primera garantía de seguridad en muchos países industrializados del mundo. Tales reducciones se han traducido en un «olvido» social de esta amenaza mientras se favorecía el temor hipotético de que tales armas acaben en poder de grupos terroristas, sobre todo desde algunos gobiernos y medios de comunicación.
Si bien el peligro de guerra nuclear entre naciones persiste gravemente, existen serias dudas sobre las posibilidades reales de un grupo terrorista para hacerse con un arma atómica. Además de la dificultad para apoderarse de componentes esenciales de la misma, o de un arma completa, se trata de un sistema tecnológicamente complejo con exigencias de mantenimiento y operación poco compatibles con la naturaleza clandestina e irregular de las organizaciones terroristas. Sólo la reposición y reforja de los componentes radiactivos —que van decayendo conforme avanza su vida media— requieren una infraestructura tecnológica e industrial únicamente al alcance de estados o grandes corporaciones privadas. El resultado es que nunca se ha detectado un arma nuclear o componentes sustanciales de la misma en manos de un grupo terrorista, ni tampoco la voluntad clara de poseerlas.

## Armas nucleares

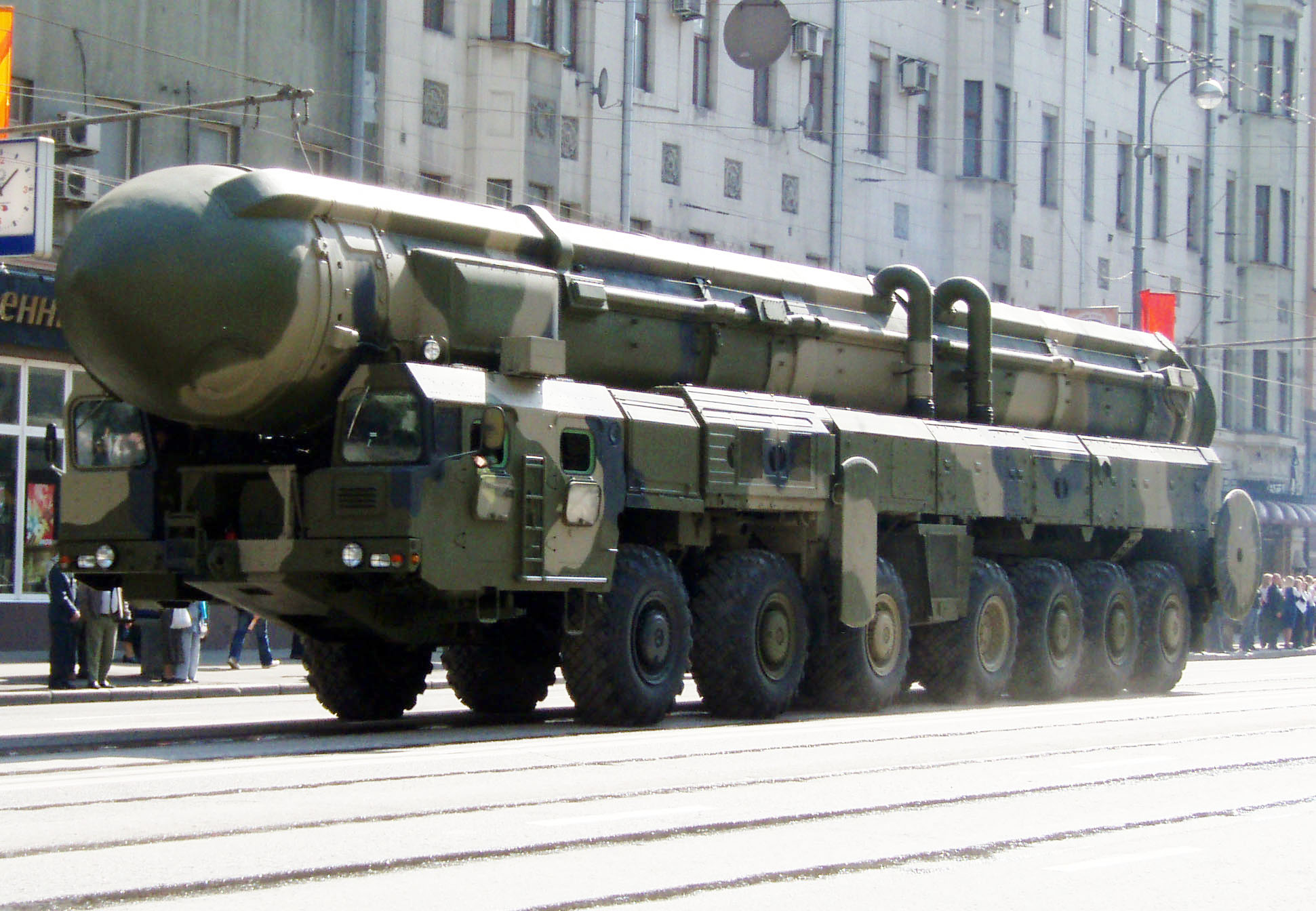
Vehículo lanzador del ICBM ruso Tópol, Moscú, 2008.

Un arma nuclear es un explosivo de alta energía, que obtiene la misma mediante la fisión o fusión del núcleo atómico. Para la fisión, se utilizan átomos pesados como el uranio o plutonio, y para la fusión átomos muy ligeros como ciertos isótopos del hidrógeno (deuterio y tritio) y el litio. Se trata de un uso militar de la energía nuclear. Su característica fundamental radica en la posibilidad de liberar una potencia explosiva equivalente a miles o millones de toneladas de TNT con un dispositivo de pocos kilogramos de peso, fácilmente militarizable.
No existe ningún material estructural en el universo conocido capaz de resistir el impacto térmico, mecánico y radiológico de una detonación nuclear a corta distancia. Una carga nuclear de potencia común, adecuadamente ubicada en las proximidades del blanco, desintegrará cualquier objetivo civil o militar y causará enormes daños y mortandad en los alrededores, incluso a kilómetros de distancia. Por esta razón, las armas nucleares se consideran el máximo exponente de las armas de destrucción masiva.

### Clasificación tecnológica
Tecnológicamente, las armas nucleares se dividen en bombas atómicas o de fisión, por un lado, y bombas de hidrógeno, armas termonucleares o de fusión, por otro:
- Las bombas atómicas o de fisión son dispositivos que fragmentan átomos pesados de uranio o plutonio mediante una reacción en cadena ultrarrápida. La fisión es un proceso exotérmico que libera cantidades sustanciales de energía, mucho mayor que en las reacciones químicas de los explosivos convencionales. Esta energía escapa en forma de radiación gamma y energía cinética de los fragmentos del núcleo, calentando así rápidamente la materia que se encuentre alrededor. Esta materia (por ejemplo, el aire), al dilatarse, provoca una poderosa onda de choque a alta temperatura. El material fisible idóneo es el plutonio-239, y la técnica más corriente es la implosión geométrica.
- Las bombas de hidrógeno, armas termonucleares o de fusión constan de dos o más etapas. La primera de ellas (primario) utiliza una pequeña bomba atómica para iniciar un proceso de fusión nuclear de los núcleos de átomos ligeros de hidrógeno y litio que se encuentran en la segunda (secundario). Este proceso es análogo al que se da en los soles, y se ha definido como encender una estrella sobre una ciudad. La diferencia de masa entre los núcleos componentes del secundario y el resultante (normalmente, helio y berilio o nuevos isótopos de litio y tritio, que realimentan la reacción) se transforma íntegramente en energía, según la conocida fórmula E = mc². Algunas de estas reacciones, como la de deuterio + litio-6, se cuentan entre las más energéticas del universo conocido, solo por debajo de la reacción materia-antimateria. Una carga de fusión puede producir temperaturas locales equivalentes entre 20 y 400 millones de grados centígrados, más que en el núcleo del Sol y muchos órdenes de magnitud por encima de cualquier posible rango de estabilidad de la materia.

La mayoría de armas atómicas modernas son termonucleares de potencia variable, pues la tecnología de fusión pesa menos y aporta mayor seguridad, economía y flexibilidad. Esta flexibilidad incluye poder graduar la potencia explosiva de la bomba a voluntad, variando la presencia de tritio en el secundario. También permiten elegir, al menos en parte, el tipo de energía producido por el arma.

### Medios utilizados para su lanzamiento

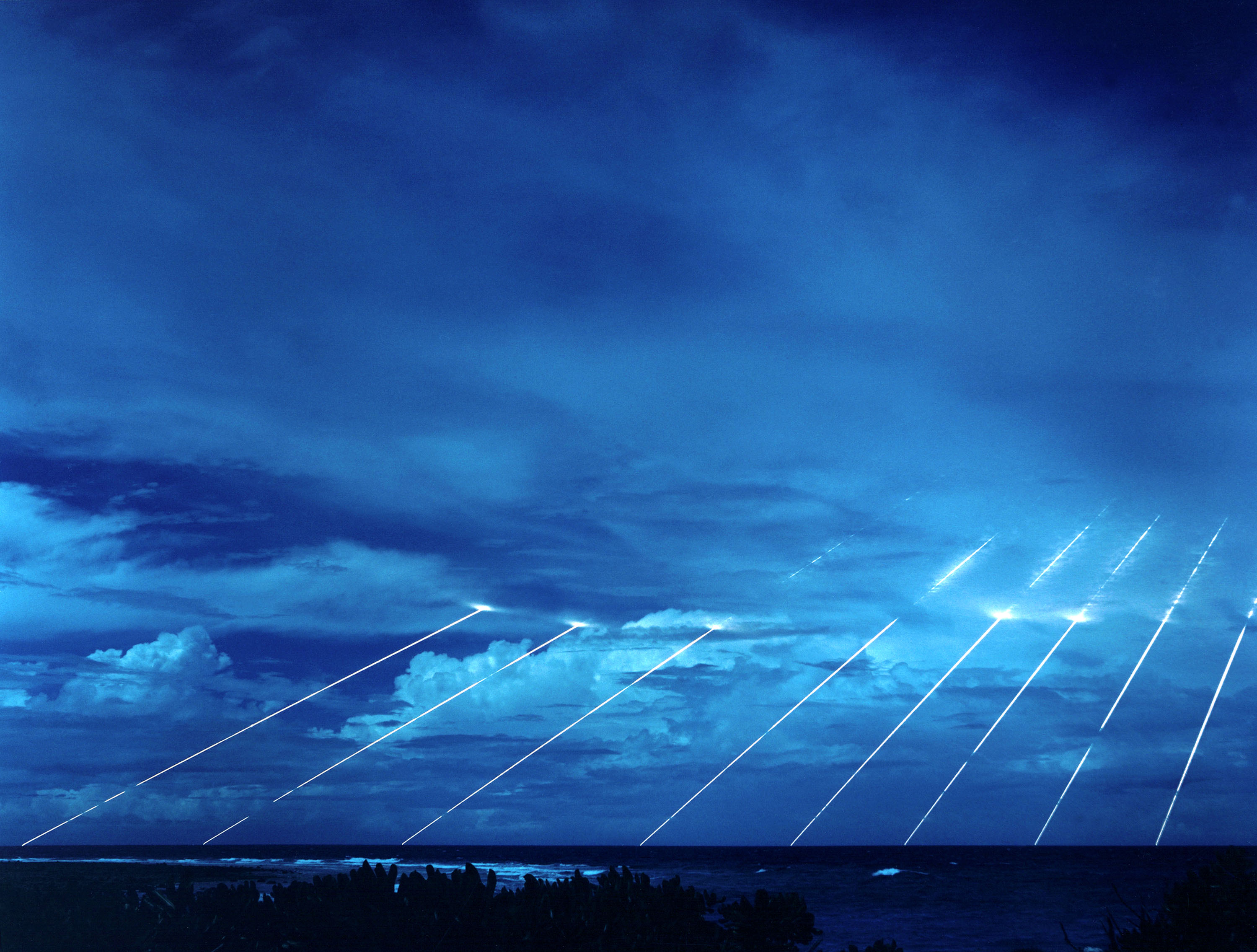
Prueba de los vehículos de reentrada MIRV del cancelado ICBM estadounidense LGM-118A Peacekeeper, 8 disparados desde un solo misil (podía llevar 10). Cada traza indica el descenso de una cabeza de ataque, y cada una tenía una potencia comparable a 25 bombas como la de Hiroshima. En la actualidad, hay en servicio armas similares.

Normalmente, al hablar de armas nucleares nos referimos tanto a estos explosivos atómicos como a los medios utilizados para llevarlos hasta su blanco, y generalmente también a los medios de apoyo para lograrlo. Así, entendemos las armas nucleares como un sistema integrado complejo, científico, industrial, militar y humano, que culmina cuando el blanco es alcanzado por una explosión nuclear. Entre estos medios, cabe destacar de manera significativa los vectores de lanzamiento: la llamada tríada nuclear. Clasificándolas por estos lanzadores, pues, las armas nucleares suelen dividirse en:
- Armas nucleares con base en tierra. Se trata de cohetes, normalmente guiados, con diversos alcances y capacidades, operados desde tierra firme en plataformas fijas o móviles. Los conocidos misiles balísticos intercontinentales (ICBM) pertenecen a esta categoría, pero también otros proyectiles de menor alcance para su uso táctico en el campo de batalla, incluso disparados desde piezas de artillería. Estos vectores se tienden a considerar, en general, como una forma de artillería terrestre superpesada. Los ICBM son verdaderos cohetes espaciales, que vuelan fuera de la atmósfera de la Tierra y pueden recorrer miles de kilómetros en pocos minutos. Algunos de ellos pueden lanzar varias ojivas MIRV simultáneamente, con un explosivo nuclear cada una, utilizando un solo vector.
- Armas nucleares con base en el mar. Se trata de cohetes similares a los que tienen base en tierra, pero que se lanzan desde plataformas navales de superficie o submarinas. Esto les aporta una capacidad de maniobra y ocultación generalmente superior a los misiles con base en tierra, pero también puede exponerlos a riesgos superiores. Los misiles balísticos de lanzamiento submarino (SLBM, un ICBM naval) pertenecen a esta categoría, así como ciertos torpedos, misiles de crucero y otros misiles más generalistas para guerra naval. Algunos de estos vectores se suelen considerar como una forma de artillería naval superpesada. Al igual que los ICBM, los SLBM viajan por el espacio y pueden atravesar continentes en menos de treinta minutos, así como lanzar cabezas MIRV múltiples.
- Armas nucleares de lanzamiento aéreo, que suelen ser bombas de aviación o misiles de crucero o de otros tipos lanzables desde aeronaves en vuelo (normalmente, bombarderos supersónicos). Se considera una forma más arriesgada y lenta de liberar armas nucleares, debido a la posibilidad de que los aviones sean derribados y a la inherente lentitud comparativa de los proyectiles atmosféricos; pero también un método más flexible y adaptativo.

Existen otros lanzadores posibles, prohibidos por tratado, como el sistema de bombardeo orbital fraccional (FOBS), desde satélites artificiales que pueden iniciar el ataque por sorpresa aproximándose por cualquier ángulo y trayectoria.

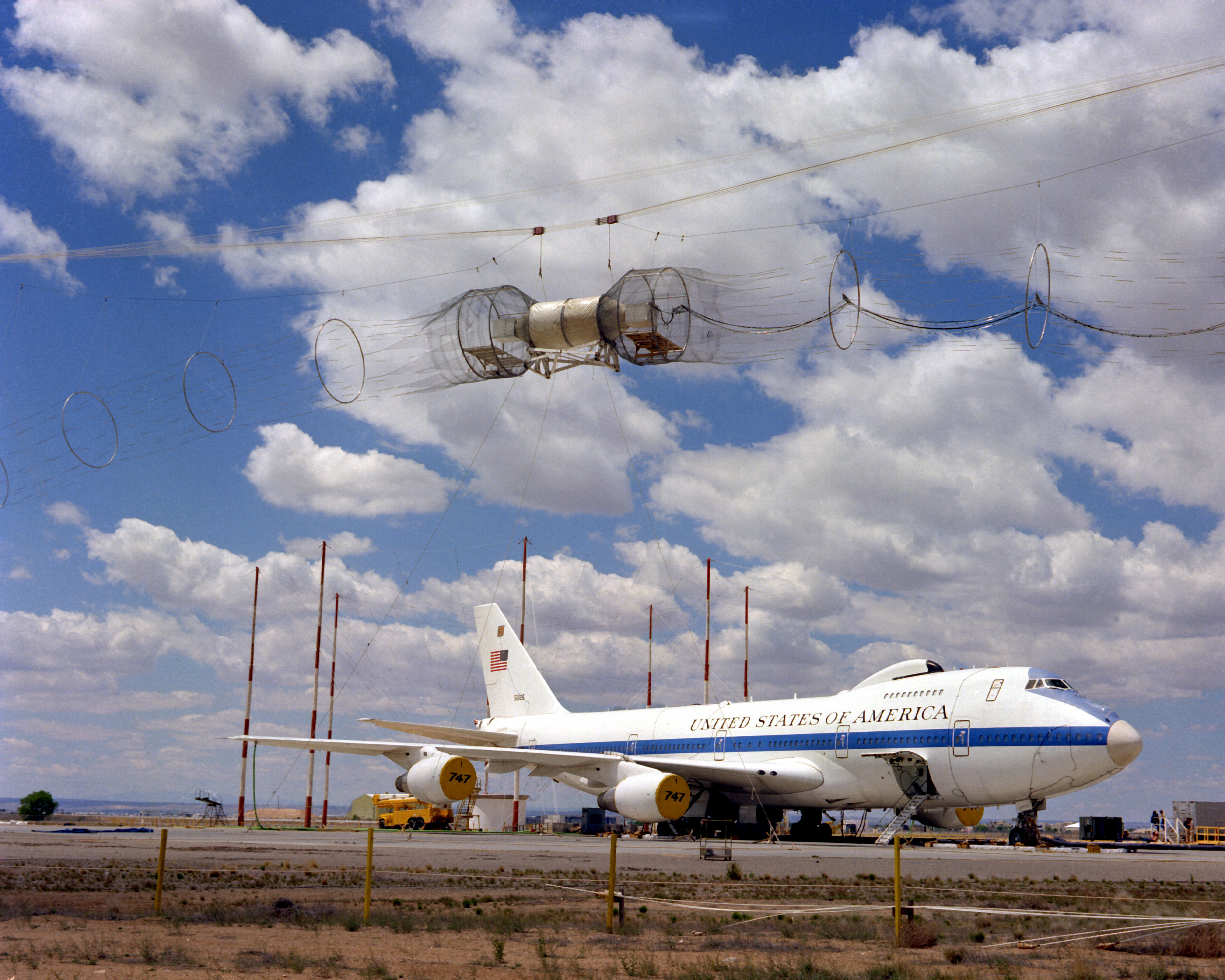
Pruebas para proteger un Boeing 747 de mando contra ataque de pulso electromagnético de gran altitud (HEMP). El HEMP tiene la capacidad de destruir todos los equipos eléctricos y electrónicos que carezcan de protección especial en miles de kilómetros a la redonda.

### Armas nucleares de propósito especial
Además, se han producido armas nucleares de propósito especial, como las siguientes:
- La bomba de neutrones, también llamada bomba N, bomba de radiación directa incrementada, bomba de fisión-fusión o bomba de radiación forzada, cuyo objetivo es causar una mayor mortandad directa por irradiación incrementada contra los seres vivos, con una menor destrucción de los objetos inertes. Este tipo de arma fue objeto de grandes polémicas durante la Guerra Fría, debido a la percibida indignidad moral de matar a grandes cantidades de personas y otros seres vivos mientras se protegen los bienes materiales.
- La bomba de pulso electromagnético, también llamada bomba E, HEMP o bomba del arco iris debido a las auroras boreales artificiales que induce. Se trata de una explosión en el espacio exterior que, por efecto Compton de electrones, degrada o disloca los sistemas eléctricos y electrónicos a escala continental. Por su capacidad de paralizar instantáneamente las sociedades atacadas, se considera que estas armas constituirían el compás de apertura de una guerra nuclear.
- La bomba de oscurecimiento o iónica, que detona en las capas superiores de la atmósfera para bloquear por ionización electromagnética las señales radioeléctricas de los sistemas de comunicaciones y teledetección, con el objeto de dislocar la defensa enemiga y las guías de sus sistemas antimisil.
- La bomba radiológica o bomba sucia, para causar gran mortandad mediante la diseminación de grandes cantidades de radiación contra las personas o sus fuentes de alimentos y agua potable. Considerada en general un arma barata y de baja tecnología para hipotéticos terroristas nucleares, sus versiones de alta tecnología, utilizadas por las potencias, podrían incrementar enormemente los efectos demográficos de un arma nuclear. Se ha postulado una llamada bomba ultravioleta con objeto de esterilizar los pastos y campos de cultivo, cuyo grado de realización en la práctica es desconocido. Leo Szilard propuso también una bomba de cobalto o bomba del juicio final, capaz de diseminar dosis letales de radiación en áreas enormes o incluso en toda la Tierra.

### Equipos necesarios para librar una guerra nuclear
Otros equipos imprescindibles para librar con eficacia una guerra nuclear son:
- Una infraestructura científica, industrial, humana y tecnológica suficiente y capaz.
- Medios de teledetección de largo alcance y alerta temprana con base en tierra, mar, aire y espacio.
- Un sistema de mando, control, comunicaciones e inteligencia concebido a tal efecto.
- Medios convencionales suficientes para la logística y defensa del sistema de guerra atómica.
- Una cultura militar, social y política idónea.

### Modelos actuales más relevantes de armas nucleares estratégicas
Existen muchos tipos de armas nucleares. Entre las más relevantes actualmente se encuentran:
- Los ICBM Tópol, Tópol M y RS-24 (Rusia); LGM-30 Minuteman (Estados Unidos); DF-41, DF-31 y DF-5 (China).
- Los misiles de alcance medio Agni (India); Ghauri y Shaheen (Pakistán); y Jericó (Israel).
- Los SLBM de lanzamiento submarino Trident II D5 (Estados Unidos y Reino Unido); R-39 y Bulava (Rusia); y M-45 SLBM (Francia).
- Los misiles de crucero de alcance medio BGM-109 Tomahawk (Estados Unidos y Reino Unido); y Raduga Kh-55 (Rusia), que pueden ir equipados con cabezas convencionales o nucleares.

### Sistemas de protección antimisiles
Se ha planteado la posibilidad de crear sistemas antimisil para detener un ataque nuclear mientras se produce, el más conocido de los cuales fue la Iniciativa de Defensa Estratégica de EE. UU. Sin embargo, el único sistema antibalístico que realmente ha llegado a estar operativo es el Sistema de Defensa de Moscú. Actualmente, los Estados Unidos tratan de desplegar un escudo antimisiles más limitado.
Existen serias dudas sobre la posibilidad de crear un escudo antimisiles eficaz. Rara vez un sistema antimisil ha logrado derribar un misil en una batalla real, al tratarse de una maniobra tecnológicamente muy crítica y con poco tiempo de preaviso, cuyas posibilidades verificables sólo se pueden conocer el día del ataque real, de naturaleza inherentemente impredecible.

### Sistemas para evitar la intercepción de misiles nucleares
Además, resulta relativamente sencillo modificar las armas atacantes y sus tácticas para dificultar enormemente su intercepción, a un coste muy inferior al de los sistemas antimisil que deberían detenerlas; esto es especialmente cierto para los misiles más sofisticados, usando técnicas especiales entre las que se encuentran:
- Impulsión acelerada, que aleja rápidamente el misil del suelo y de posibles interceptores en la fase de lanzamiento (les «gana» durante el ascenso). Adicionalmente, esto reduce el tiempo de vuelo intercontinental (Rusia-Estados Unidos) de 23 minutos a menos de 20, lo que constriñe también el tiempo de prealerta.
- Rotación incrementada; haciendo rotar el misil, se reduce la eficacia de las armas láser y de haces de partículas al aumentar la dispersión energética en el punto de impacto (el haz enfoca un punto determinado del misil durante menos tiempo) durante la fase de lanzamiento y primer tramo de vuelo espacial. En todo caso, las armas láser y de haz de partículas son ineficaces dentro de la atmósfera terrestre, por problemas de dispersión óptica, y su presencia en el espacio fue cancelada junto con el resto del proyecto Guerra de las Galaxias.
- Uso de cabezas MIRV múltiples, que multiplica el número de cabezas a interceptar por un factor entre tres y diez.
- Pronta libranza de las cabezas, para que esta multiplicación se produzca lo antes posible, lejos del alcance de los interceptores en la fase terminal, y antes de que cualquier hipotético sistema de defensa espacial tenga tiempo de reaccionar.
- Cabezas MIRV maniobrables, que complican enormemente las soluciones de intercepción en el espacio exterior, durante la reentrada y en la fase terminal por no tener una trayectoria predecible.
- Uso de blindajes de bajo peso contra láser, haces de partículas, pulso electromagnético y varias formas de metralla.
- Inclusión de señuelos y otras ayudas a la penetración (perturbadores, expansores, chaff, etc).
- Ataque de pulso electromagnético inicial, para dislocar la sociedad atacada y degradar sus sistemas defensivos de fase terminal.
- Ataque de oscurecimiento al inicio de las reentradas, para cegar los sistemas de teledetección y comunicaciones radioeléctricas del defensor en la fase terminal.
- Deriva calculada de las cabezas, atacando el blanco desde puntos periféricos (pero dentro del área de aniquilación), lo que incrementa el volumen de intercepción, multiplica las trayectorias posibles y por tanto dificulta la solución de tiro por varios órdenes de magnitud durante la reentrada y la fase terminal.

La acción combinada de todas estas técnicas y otras más esotéricas resulta en problemas insuperables para los sistemas antimisil de nuestro tiempo y del futuro próximo. Generalmente, se considera que los sistemas antimisil del presente y del futuro próximo sólo serían capaces de derribar las armas de atacantes poco sofisticados.

## Política y estrategia de la guerra nuclear
La existencia de las armas nucleares redefinió las relaciones internacionales y tuvo un hondo efecto en las estrategias militares y en la cosmovisión de la mayoría de civilizaciones contemporáneas. El pavor inducido a todos los niveles por los daños directos y colaterales previstos en una guerra nuclear dio nueva forma a la doctrina de la disuasión, bloqueando efectivamente las hostilidades entre potencias dotadas de este armamento y abriendo la era de guerras subsidiarias que caracterizó a la Guerra Fría y sigue vigente en la actualidad.
La doctrina de la disuasión alcanzó sus extremos máximos cuando la cantidad y capacidad del armamento nuclear desplegado por las superpotencias llegó al nivel de destrucción mutua asegurada (MAD). La destrucción mutua asegurada se obtiene aplicando el concepto de overkill, según el cual cada uno de los combatientes principales dispone de medios sobrados para aniquilar totalmente al enemigo decenas de veces. En un cierto momento de la Guerra Fría, existían armas para extinguir 23 veces a la especie humana. En la actualidad sigue habiendo medios suficientes para matar a toda la Humanidad más de una vez.
En un principio, las armas nucleares se concebían como una extensión de alta potencia a la guerra convencional estratégica y los grandes bombardeos aéreos que pudieron verse en la Segunda Guerra Mundial. Sin embargo, su rápido progreso y expansión, así como la llegada del arma termonuclear y el misil balístico intercontinental que podía producirse económicamente en grandes cantidades, obligaron a establecer una categorización según el uso previsto de cada arma:
- Las armas nucleares tácticas suelen ser de menor potencia, del orden de kilotones y de menor radio de acción. Aunque se encuentran bajo el control político, pueden ser empleadas por los mandos militares en apoyo de las fuerzas convencionales en el teatro de batalla.
- Las armas nucleares estratégicas tienen un gran radio de acción y son armas de gran potencia, con cientos de kilotones o incluso megatones. Se utilizan para destruir la capacidad nuclear, militar, económica y demográfica del enemigo.

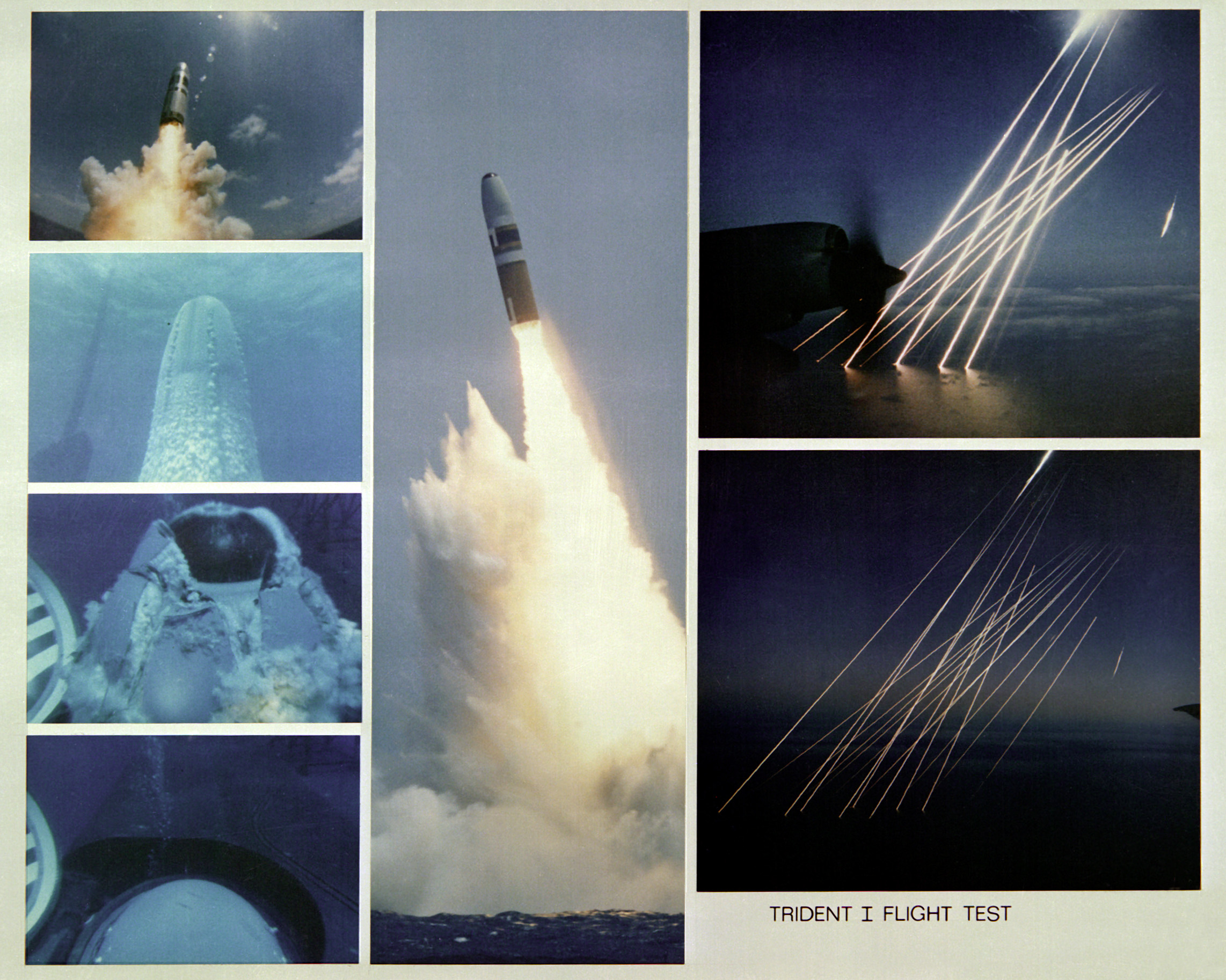
Secuencia de ataque de un misil balístico de lanzamiento submarino Trident.

Según esta categorización, se creaba una línea nítida entre un uso menor o legítimo de las armas nucleares en el teatro de operaciones, como un medio más, y un uso mayor de las mismas en un contexto de guerra total. Las dudas sobre el realismo de esta frontera y sobre la posibilidad de que un uso limitado de las armas nucleares condujera rápidamente a una escalada causaron grandes polémicas sociales por su despliegue y disuadieron, en la práctica, de su uso. Al final, las principales potencias terminaron adhiriéndose de hecho a la doctrina de no primer uso, según el cual ninguna de ellas sería la primera en utilizar armas nucleares. Esta doctrina contribuyó a prevenir una guerra nuclear e, indirectamente, también una guerra convencional entre las grandes potencias.
Generalmente, todas ellas se reservaron el derecho de primer uso en propio territorio. Hipotéticamente, este derecho permitía detener radicalmente una invasión enemiga mediante el uso táctico de las armas nucleares en el propio territorio nacional, sin empezar una guerra termonuclear total. No se ha producido ocasión de verificar la funcionalidad de este derecho, pero existen serias dudas sobre la posibilidad de detener la escalada subsiguiente.
Los países poseedores de armas nucleares disponen de unos planes de guerra prediseñados para su uso, que se conocen en Estados Unidos y el Reino Unido como SIOP (plan único de operaciones integradas) cuando se refieren al propio y RISOP (plan único de operaciones integradas del "bando rojo") cuando se refieren al enemigo. Estos planes determinan unas listas de objetivos y estrategias básicos, que se pueden adaptar parcialmente al conflicto real. El SIOP parte de unos conjuntos de objetivos esenciales denominados opciones de ataque limitado (limited attack options, LAO), opciones de ataque regional (regional attack options, RAO) u opciones de ataque selectivo (selected attack options, SAO), que se pueden ir escalando hasta llegar a las opciones de ataque mayor (major attack options, MAO). Convencionalmente, se considera que existen cuatro niveles MAO:
- MAO-1 (ataque contrafuerza): Dirigido contra las fuerzas nucleares del enemigo: silos de misiles, bases de misiles en camiones o trenes, bases de submarinos, aeropuertos primarios, instalaciones de almacenamiento de cabezas nucleares, el complejo tecnológico-industrial de producción de las mismas y las instalaciones esenciales de mando, control, comunicaciones e inteligencia, pero tratando de evitar las áreas urbanas y las fuerzas no nucleares.
- MAO-2 (ataque contrafuerza extendido): Dirigido contra todos los blancos del MAO-1 más: puertos y aeropuertos secundarios, arsenales, jerarquía militar y unidades seleccionadas de la fuerza militar no nuclear, flotas de superficie y redes de mando, control, comunicaciones e inteligencia no nucleares.
- MAO-3 (ataque contravalor limitado): Dirigido contra todos los blancos del MAO-1 y el MAO-2 más las instalaciones de la jerarquía político-administrativa del enemigo.
- MAO-4 (ataque contravalor extendido): Dirigido contra todos los blancos del MAO-1, el MAO-2 y el MAO-3 más las instalaciones esenciales de la sociedad enemiga (blancos económicos): refinerías, centrales de producción de energía eléctrica, polígonos industriales —sobre todo los vinculados con la industria militar o tecnológica— y concentraciones humanas de gran importancia demográfica. Obsérvese que al realizarse la batalla a nivel MAO-3 la dirigencia política quedaría inhabilitada, por lo que casi de manera automática saltaría a nivel MAO-4. Los planes de ataque del tipo SIOP/RISOP MAO-4 configuran lo que ha venido en denominarse guerra termonuclear total.

Cotidianamente, las fuerzas nucleares otorgan a sus poseedores un elevado poder, una garantía última de seguridad en las circunstancias más excepcionales, y una capacidad diplomática superior. Sin embargo, se trata de un poder económicamente muy costoso, militarmente poco flexible, políticamente comprometido y, en último término, constreñido a no usarlo jamás si se aspira a la supervivencia. Esto ha hecho que muchos países con capacidad sobrada para convertirse en potencias nucleares hayan optado por políticas de seguridad y defensa que las excluyen explícitamente, llegando incluso al antinuclearismo.

## Actores principales
Las estrictas circunstancias históricas, científico-técnicas, económicas, políticas y diplomáticas que permiten el acceso a una fuerza nuclear hacen que el número de países que han decidido proveerse de la misma sea reducido, lo que configura un grupo de carácter selecto conocido como club nuclear. En 2012 se estima que la cantidad total de armas nucleares existentes se encuentra aproximadamente entre 19 115 y 19 465 unidades, con el siguiente detalle:
| País | Cabezas nucleares activas / total*            | Estratégicas desplegadas | Tácticas desplegadas | Reserva / mantenimiento | Para desmantelar | Año de los datos | Año de la primera prueba               |
| --- | --------------------------------------------- | ------------------------ | -------------------- | ----------------------- | ---------------- | ---------------- | -------------------------------------- |
| Los cinco países con armas nucleares del Tratado de No Proliferación (NPT) |                                               |                          |                      |                         |                  |                  |                                        |
| Rusia | ~4430 (desplegadas) / 6000                    | ~2430                    | ~2000                | s/d                     | ~1500            | 2020             | 1949 ("RDS-1")                         |
| Estados Unidos | ~2150 (desplegadas) + ~2800 (reserva) / ~5000 | ~1950                    | ~200                 | ~2800                   | ~2000            | 2020             | 1945 ("Trinity")                       |
| Francia | 300 (desplegadas) / ~300                      | 240                      | 60                   | Mínimas                 | 0                | 2020             | 1960 ("Gerboise Bleue")                |
| China | ~178 (desplegadas) / ~290                     | ~138                     | ~40                  | ~62                     | 0                | 2020             | 1964 ("596")                           |
| Reino Unido | <160 (desplegadas) / ~225                     | <160                     | 0                    | ~65                     | Previsto         | 2020             | 1952 ("Hurricane")                     |
| Otros países con armas nucleares |                                               |                          |                      |                         |                  |                  |                                        |
| Pakistán | 150-160                                       | s/d                      | s/d                  | s/d                     | s/d              | 2020             | 1998 ("Chagai-I")                      |
| India | 140-150                                       | s/d                      | s/d                  | s/d                     | s/d              | 2020             | 1974 ("Smiling Buddha")                |
| Corea del Norte | 20-30                                         | s/d                      | s/d                  | s/d                     | s/d              | 2020             | 2006                                   |
| Países con armas nucleares sin declarar |                                               |                          |                      |                         |                  |                  |                                        |
| Israel | 80-90                                         | s/d                      | s/d                  | s/d                     | s/d              | 2020             | nunca o en 1979 (véase Incidente Vela) |
| Todos los números proceden del Boletín de los Científicos Atómicos, a menos que se citen otras referencias. Si la diferencia entre las cabezas nucleares activas y las totales es conocida, aparecerán los dos datos separados por una barra oblicua. Si no se conocen los dos datos, solo se dará uno. El número de reservas puede no contener todas las cabezas nucleares intactas si una cantidad sustancial de cabezas nucleares han sido programadas para su desmantelamiento pero el mismo aún no ha sido llevado a cabo; no todas las cabezas nucleares «activas» son desplegadas en cualquier tiempo dado. Cuando se da un rango de estimación de armas (p.ej., 0-10), esto generalmente indica que la estimación se ha hecho sobre la cantidad de material fisible que probablemente ha sido producido, y la cantidad de material fisible necesario por cabeza nuclear depende de las estimaciones de la habilidad de un país en el diseño del arma nuclear. |                                               |                          |                      |                         |                  |                  |                                        |

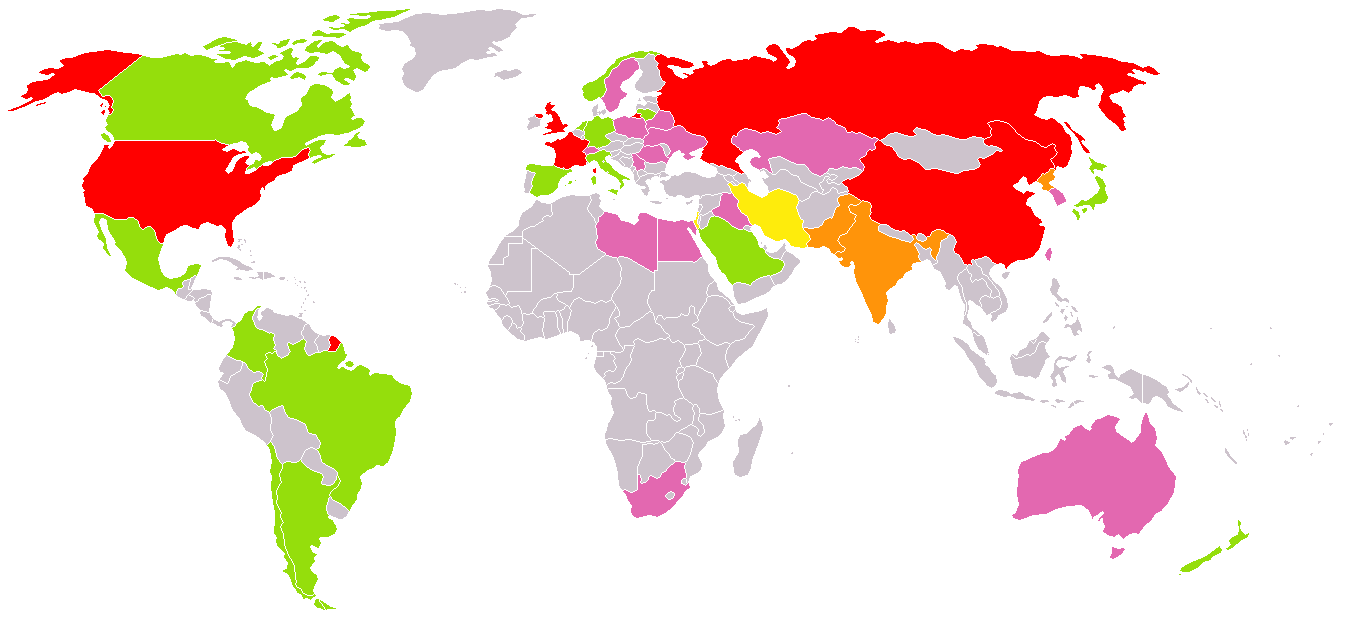
Mapa mundial con el estado de desarrollo nuclear representado por colores.
Los cinco países con armas nucleares del Tratado de No Proliferación (NPT).
Otros países con armas nucleares.
Países sospechosos de tener armas nucleares o de estar en proceso de desarrollarlas.
Países que alguna vez tuvieron armas nucleares o programas de desarrollo de armas nucleares.
Otros países capaces de desarrollar armas nucleares en algunos años si así lo deciden.

Puede observarse que Rusia —estado sucesor de la Unión Soviética— y los Estados Unidos siguen siendo, con diferencia, las principales superpotencias nucleares. Emblemáticamente, Rusia cuenta con la principal fuerza nuclear del mundo cuantitativa y cualitativamente —las Fuerzas de Cohetes Estratégicos—, mientras Estados Unidos se ha caracterizado por disponer de potentes medios económicos para refinar la suya.
Otros países han tratado de acceder a este club nuclear en el pasado, o se sospecha que lo han hecho, pero por distintos motivos no lo lograron o desistieron. Entre ellos cabe citar a Arabia Saudita, Argentina, Australia, Brasil, Corea del Sur, Egipto, España, Irán, Irak, Libia, Polonia, Rumania, Sudáfrica, Suecia, Suiza, Taiwán y Yugoslavia. Por el contrario, Bielorrusia, Kazajistán y Ucrania heredaron armas nucleares de la Unión Soviética pero se las devolvieron o revendieron a Rusia, normalmente para su desmantelamiento.
Además, algunos países europeos occidentales, así como Canadá, México, Colombia y Japón, podrían disponer eventualmente de una fuerza nuclear si se lo propusieran pero no han manifestado su deseo y voluntad política de hacerlo.

## Efectos de la guerra nuclear

### Efectos locales

Diámetro comparativo de las bolas de fuego de cinco bombas nucleares: la bomba del Zar (la más grande del mundo), de 4600 m de diámetro, la bomba Castle Bravo (la más grande de EE. UU.), de 2840 m de diám., la ojiva nuclear de un misil Minuteman (960 m), el misil Peacekeeper (640 m) y la bomba de Nagasaki (200 m)

Los efectos discretos locales de las armas nucleares individuales son bien conocidos, merced a las más de 2000 pruebas nucleares realizadas y las consecuencias de los bombardeos de Hiroshima y Nagasaki. En esencia, un arma nuclear es un explosivo extraordinariamente potente y muy contaminante capaz de causar gran devastación en un área determinada mediante las siguientes acciones combinadas:
- Impacto radiológico: el 80 % de la energía instantánea del arma se libera en forma de radiaciones ionizantes alfa, beta, gamma y de neutrones, además de generar un destello luminoso capaz de dejar ciegas a las personas a gran distancia. Estas radiaciones causan gran mortandad por Síndrome de irradiación aguda, y pueden generar pulsos electromagnéticos que destruyen los equipos eléctricos y electrónicos. Además, la detonación tiene la capacidad de inducir regiones de oscurecimiento, que por la alta ionización del aire impediría la circulación de ondas electromagnéticas e infrarrojas, haciendo inoperativos radares y otros sistemas de comunicación que tengan que transmitir o recibir a través de estas áreas ionizadas.
- Impacto térmico: el arma genera enormes cantidades de calor (hasta 400 millones de °C) que se transfiere al aire circundante, vaporizando y calcinando todo en sus inmediaciones y provocando incendios masivos en zonas más alejadas. Estos incendios masivos pueden transformarse en una tormenta de fuego. Las personas sufren graves quemaduras a decenas de kilómetros de distancia. La tormenta de fuego, además, consume el oxígeno del aire y provoca la muerte por asfixia.
- Impacto mecánico: el aire, dilatado brutalmente por el calor, se expande a gran velocidad bajo la forma de una onda de choque ardiente de alta presión que derriba las estructuras y revienta a los seres vivos. En las inmediaciones de la detonación, puede provocar cráteres importantes. Es frecuente que se produzca una onda de choque secundaria en sentido contrario, conforme el aire se enfría y contrae, lo que termina de destruir el área atacada en un movimiento de vaivén. También se produce un efecto sísmico, detectable a miles de kilómetros de distancia, que contribuye a la devastación local.
- Contaminación radiactiva: la explosión lanza a la atmósfera grandes cantidades de humo y materia pulverizada fuertemente irradiados a consecuencia del impacto radiológico. Estas sustancias vuelven al suelo progresivamente, con frecuencia bajo la forma de lluvia radiactiva, contaminando todos los objetos expuestos a la intemperie; entre ellos se hallan el aire, las fuentes de agua y los alimentos. Esto incrementa las bajas por síndrome radiactivo agudo y otras enfermedades asociadas a la radiactividad.

Estos efectos discretos varían significativamente entre los ataques próximos al suelo (groundburst), destinados a destruir blancos altamente reforzados o muy resistentes, y las detonaciones en altitud (airburst), que pretenden maximizar el área de devastación contra objetivos blandos como ciudades o polígonos industriales. También dependen del número de cabezas asignadas a un mismo blanco.
Las detonaciones nucleares producen unas nubes características en forma de hongo, que pueden alcanzar tamaños enormes.

### Efectos globales

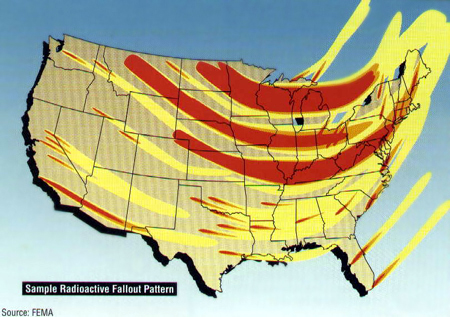
Mapa hipotético de contaminación radiactiva a corto plazo tras un pequeño ataque nuclear contra las principales instalaciones militares de Estados Unidos. El área roja define las regiones donde esta deposición sería necesariamente mortal. En el medio plazo, los vientos arrastran mucho más lejos estas partículas, hasta que terminan contaminando todo el planeta.

Los efectos sinérgicos generalizados de un ataque nuclear combinado a gran escala, diseñado para causar el máximo daño posible, son más difíciles de determinar. Para empezar, no es posible predecir la naturaleza exacta de semejante ataque con antelación. Sin embargo, resulta posible definir algunas líneas generales:
- Interrupción generalizada de los suministros de alimentos, agua potable, electricidad y comunicaciones. Las grandes ciudades, aunque no hubieran sido atacadas, serían incapaces de sobrevivir sin estos alimentos. Esto provocaría grandes colas de millones de refugiados sin destino particular alguno, normalmente enfermos y debilitados, por lo que cabe esperar una elevada mortalidad, violencia y lacras propias de la naturaleza humana.
- Dislocación de los Estados, ejércitos y cuerpos de seguridad y sanitarios como entidades organizadas. Pillaje, saqueo, surgimiento de grupos criminales o mercenarios armados.
- Interrupción generalizada y permanente de la actividad económica, particularmente la industrial, por destrucción de instalaciones o supresión del suministro eléctrico y de materias primas durante tiempo indeterminado. Esto dificultaría y ralentizaría enormemente la atención a los afectados y la recuperación de posguerra. Probablemente, el dinero perdería su valor al desaparecer los mercados financieros que lo determinan.
- Muchos hospitales resultarían destruidos, mucho personal médico muerto, y los supervivientes no dispondrían de energía eléctrica ni suministros. Esto incrementaría gravemente la mortalidad entre los heridos y afectados, con toda seguridad, y probablemente permitiría la rápida extensión de las epidemias.
- Elevada contaminación radiactiva del aire y las fuentes de agua potable y alimentos durante semanas, y más leve durante años e incluso siglos. Esto podría agravarse si se emplean armas específicamente diseñadas para destruir por irradiación los recursos agropecuarios, lo que produciría grandes hambrunas.
- Desestructuración generalizada de la sociedad y de los modelos de civilización y modos de vida. Posible desaparición de numerosas naciones.
- Desaparición de la capa de ozono, por lo que la radiación ultravioleta del Sol acabaría matando a los pocos seres vivos que sobrevivieran al oscurecimiento nuclear. Si bien la vida en los océanos no se vería afectada por el oscurecimiento y el invierno nuclear, el aumento de la radiación ultravioleta acabaría con el fitoplancton y con la cadena trófica en los mares, lo cual provocaría una mortandad generalizada en pocos meses. Las drásticas diferencias de temperatura entre los continentes y los océanos generarían un caos climático gigantesco, lo que dificultaría enormemente la vida en las zonas costeras marítimas.
- Posibles efectos climáticos masivos, como el invierno nuclear.

No es exagerado afirmar que una guerra nuclear a gran escala provocaría cientos o miles de millones de víctimas, y la desaparición de las naciones y modelos de civilización que conocemos. El término megamuerte, una unidad de medida equivalente a un millón de muertos, se acuñó para manejar estas cifras aniquiladoras. Así, por ejemplo, mil megamuertes equivale a mil millones de víctimas; mil megamuertes es una estimación media-alta razonable del número de bajas en las primeras 24 horas de una guerra termonuclear total con blancos demográficos que implicara a Estados Unidos, Rusia, Europa y China.

## Protección y autodefensa civil en caso de ataque nuclear

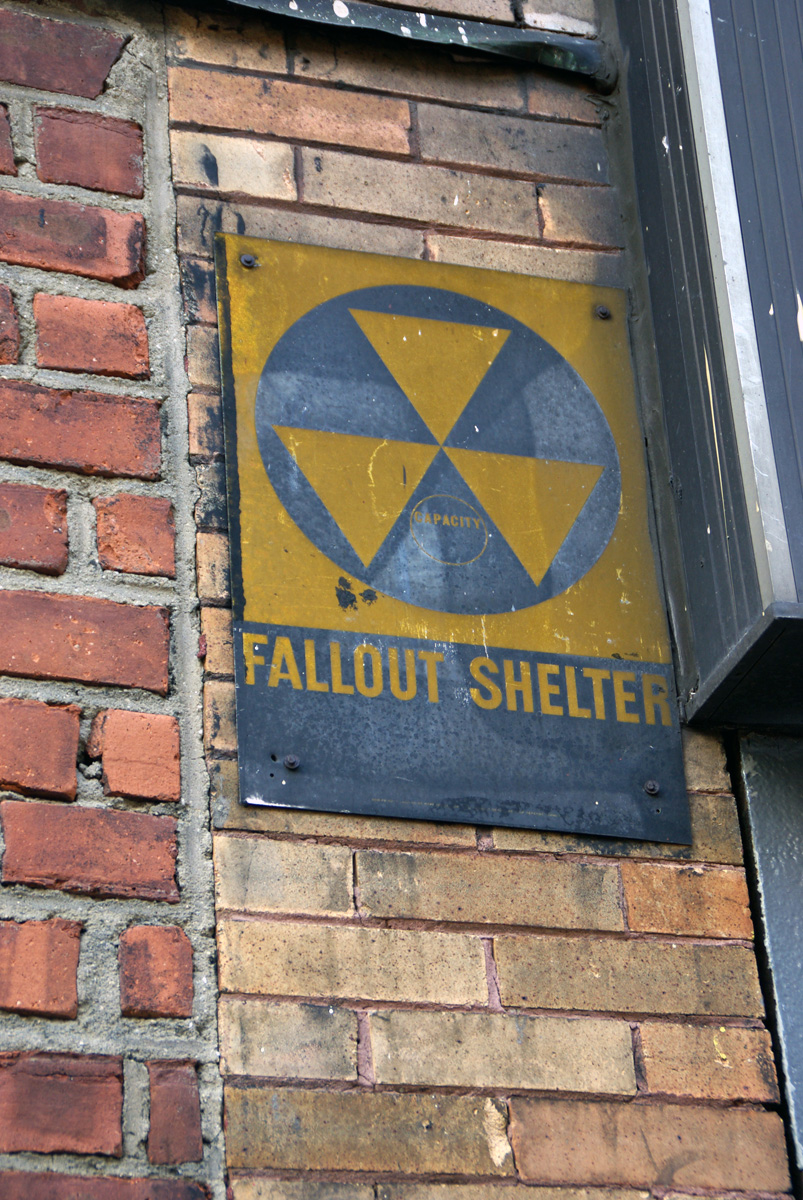
Señal que indica la presencia de un refugio nuclear en Chinatown, Nueva York.

Muchos países han tomado medidas para proteger a su población civil de ataques nucleares hasta donde fuera posible, que van desde la difusión de folletos informativos hasta la construcción de complejas redes de refugios nucleares para un elevado porcentaje de la población en algunos Estados. En general, estos intentos fueron recibidos con ironía y escepticismo, pues acostumbraban a emplazar a los ciudadanos a recursos e instituciones que probablemente no sobrevivirían a una guerra nuclear, o a un futuro que no tenía en cuenta los efectos de la contaminación radiactiva y el invierno nuclear. Esta percepción amarga y ominosa llegó a inspirar notables obras artísticas, como la película de animación británica Cuando el viento sopla (1986).
Con un carácter inmediato, se suelen realizar las siguientes recomendaciones:
- Tener una idea general de los posibles objetivos (véase la sección Política y estrategia de la guerra nuclear), y mantenerse apartado de los mismos.
- Saber si existen refugios nucleares en las proximidades, y utilizarlos.
- Disponer de reservas de alimentos enlatados, agua embotellada y otros productos de primera necesidad. Tras el ataque, racionar y utilizar estos productos en primer lugar, mientras la radiación exterior va disminuyendo.
- Conocer los recursos de protección civil existentes en el área.
- Conocer las señales de aviso del sistema de protección civil.
- Si el ataque es inminente, no trate de huir en vehículos privados. Se corre el riesgo casi seguro de quedar atrapados en el previsible atasco de las carreteras y expuestos a la explosión en la intemperie.
- No mire en la dirección previsible de la explosión, ni siquiera a decenas de kilómetros de distancia, para evitar la ceguera. Ninguna clase de gafa de sol le protegerá.
- Si ve un destello «brillante como el sol» o los equipos electrónicos a baterías se detienen de golpe y simultáneamente (relojes digitales, teléfonos móviles, MP3, etc), tírese al suelo inmediatamente, cúbrase la cabeza y busque protección contra la cristalería a rastras.
- Si lo anterior ocurre dentro de un vehículo de motor, quite la llave de contacto, desbloquee las puertas, ponga el freno de mano, y tírese al suelo del automóvil inmediatamente. En ambos casos, la explosión ya ha sucedido y la onda de choque llegará en cualquier momento.
- Antes de que la explosión se produzca, buscar refugio bajo tierra (sótanos, cuevas estables, túneles del metro, alcantarillado, etc), o en rincones interiores de los edificios, lejos de puertas y ventanas. Si se está al aire libre, tratar de esconderse bajo objetos sólidos. Protegerse en la medida de lo posible de la metralla volante, y particularmente de la cristalería.
- Protéjase de los cristales. Los cristales son peligrosísimos y a las energías implicadas pueden penetrar incluso en el cemento. Si no hay una estancia sin cristales, el mejor lugar es justo debajo, para que estallen por encima de su cabeza.
- Debe prepararse mentalmente para un suceso de extrema violencia y confusión. Es natural tener miedo, pero no se permita ceder al pánico.
- Si se dispone de la «pastilla nuclear» (dosis masiva de calcio y yodo), tomarla para prevenir la fijación de cesio-137 y yodo-131 en el organismo. Estas dos sustancias son las principales causantes del síndrome radiactivo agudo y otras enfermedades asociadas a la radiación por irradiación secundaria (contaminación), pero no primaria (directa).
- Los muros gruesos de hormigón armado y las estancias subterráneas representan una protección razonable contra la irradiación directa.
- Cierre las llaves del gas y el agua. Desconecte el interruptor eléctrico principal.
- Si se incendia la ropa, rodar sobre uno mismo o apagarla con mantas. Si se dispone de tiempo, puede ser conveniente desnudarse completamente y cubrir el cuerpo entero con mantas, alfombras, lonas o capotes que se puedan apartar fácilmente en caso de que ardan; la ropa pegada al cuerpo se adherirá fácilmente a la piel en caso de que prenda o se caliente intensamente, causando grandes quemaduras o agravándolas. Pero, por el otro extremo, la piel expuesta se quemará fácilmente.
- Espere a que pase la onda de choque (puede tardar 30 segundos o más) y la onda secundaria si se produce (hasta dos minutos).
- Protegerse de la deposición radiactiva, permaneciendo en los refugios o cuanto menos cubriéndose con mantas, capotes, botas de agua y mascarillas de papel.
- No abandonar el refugio hasta que las autoridades permitan o recomienden la salida.
- Mantenerse informado a través de la radio, si sigue funcionando.
- Verificar los daños antes de penetrar o habitar en un edificio, en previsión de derrumbes o incendios.
- Mantenerse apartado de las conducciones de gas y tener cuidado con las de agua y electricidad.
- No penetrar en las áreas dañadas o indicadas con señales de peligro radiológico.
- Evitar desplazamientos innecesarios o confrontaciones. Cualquier herida es potencialmente mortal cuando la asistencia médica no está garantizada.
- Siga educando a los niños. Acoja a los huérfanos. En la medida de sus posibilidades, ayude a los heridos, enfermos y desamparados.

## En la cultura
La guerra atómica y sus preparativos no sólo tuvieron un gran impacto en la política, la diplomacia y la estrategia, sino que marcaron profundamente a varias generaciones a lo largo de toda la Guerra Fría. Además de contribuir enormemente a la difusión del pensamiento pacifista y la protesta social, surgieron numerosas expresiones artísticas, culturales y populares sobre el tema. Curiosamente, el final de la Guerra Fría acabó con la mayor parte de las mismas porque la amenaza de guerra nuclear desapareció de la cosmovisión mediática y popular, aunque siga estando presente.
La amenaza de guerra nuclear y la aparente inevitabilidad de la misma imprimió también un pensamiento pesimista, apocalíptico e incluso milenarista en ámbitos tanto religiosos como seculares, desde varias profecías de la llegada del fin del mundo a un fatalismo presente en numerosas manifestaciones sociales y culturales del periodo.